# Phó Đức Chính
Phó Đức Chính (1907 - 1930) là nhà cách mạng Việt Nam, là một trong những sáng lập viên và lãnh tụ của Việt Nam Quốc Dân Đảng, cánh tay phải của Đảng trưởng Nguyễn Thái Học.

## Thân thế và hoạt động
Phó Đức Chính sinh năm 1907 trong một gia đình nho học tại làng Đa Ngưu (nay thuộc xã Tân Tiến) huyện Văn Giang, tỉnh Hưng Yên, Việt Nam. Ông là con út trong một gia đình có 4 anh chị em, cha là cụ Duy Chân. Cụ còn có tên khác là Đức Chân và Đức Tường. Cụ Duy Chân có bốn người con: Phó Đức Chỉ, Phó Đức Ước, Phó Thị Quy và Phó Đức Chính.
Tháng 12 năm 1927, Phó Đức Chính tham gia thành lập Việt Nam Quốc Dân Đảng, phụ trách công tác tổ chức và phát triển Đảng.
Sau khi tốt nghiệp trường Cao đẳng Công chánh, Phó Đức Chính được bổ nhiệm sang Lào làm việc.
Từ ngày 9 tháng 12 năm 1928, Phó Đức Chính giữ chức Phó chủ tịch Việt Nam Quốc Dân Đảng.
Ngày 9 tháng 2 năm 1929 Nguyễn Văn Viên, đảng viên Việt Nam Quốc Dân Đảng, xử tử Bazin. Trùm mộ phu người Pháp Bazin chuyên dụ dỗ, bắt cóc dân nghèo tại Bắc Kỳ và Bắc Trung Kỳ đi làm phu, xem như nô lệ, cho các đồn điền cao su tại Nam Kỳ, Miên, Lào, Huế (có tài liệu nói vụ ám sát diễn ra tại chợ Hôm, Hà Nội). Sau cuộc ám sát, Việt Nam Quốc Dân Đảng bị thực dân Pháp khủng bố ở khắp mọi nơi. Phó Đức Chính bị bắt ở Lào, kết án tù treo và bị bãi chức Tham tá công chính.
Để phản công và tránh nguy cơ bị tan rã, mặc dù không nắm chắc vào thắng lợi, ngày 17 tháng 9 năm 1929 Tổng bộ Việt Nam Quốc Dân Đảng vẫn ra quyết định tổng khởi nghĩa với một câu nói nổi tiếng của Nguyễn Thái Học "Không thành công thì cũng thành nhân". Nghĩa là dù không thành công nhưng (cuộc khởi nghĩa này) sẽ trở thành một nhân tố cho các cuộc khởi nghĩa khác trong tương lai.
Ngày 26 tháng 1 năm 1930, Hội nghị Việt Nam Quốc Dân Đảng họp tại làng Mỹ Xá, huyện Nam Sách, tỉnh Hải Dương ra quyết định tổng khởi nghĩa vào ngày 10 tháng 2 năm 1930. Sau này lịch sử gọi là cuộc Khởi nghĩa Yên Bái.
Vì trong hàng ngũ đảng có phản bội, công việc chuẩn bị khởi nghĩa bị bại lộ, thực dân Pháp càn quét khắp nơi khiến nhiều đảng viên bị bắt.
Do vũ khí thô sơ lại thiếu phương tiện liên lạc trong việc phối hợp và điều binh, nên lực lượng khởi nghĩa bị đánh bại. Ngày 15 tháng 2 năm 1930, Phó Đức Chính bị bắt tại làng Nam An, tổng Cam Thượng, huyện Tùng Thiện, Sơn Tây và bị giam ở ngục thất Hỏa Lò ở Hà Nội. Khi bị kết án tử hình, ông từ chối việc chống án với câu nói đầy khí phách sau đây:
Đại sự không thành! Chết là vinh!
Còn chống án làm chi vô ích!
Chiều ngày 16 tháng 6 năm 1930, Pháp áp giải ông và Nguyễn Thái Học cùng 11 đảng viên VNQDĐ lên Yên Bái bằng xe lửa.

## Đền nợ nước
Lúc 5 giờ 30 phút sáng ngày 17 tháng 6 năm 1930, tại Yên Bái, thực dân Pháp dùng máy chém chặt đầu ông và 12 đồng chí khác, trong số đó có Đảng trưởng Nguyễn Thái Học:
- Nguyễn Thái Học
- Bùi Tư Toàn
- Bùi Văn Chuẩn
- Nguyễn An
- Hà Văn Lạo
- Đào Văn Nhít
- Ngô Văn Du
- Nguyễn Đức Thịnh
- Nguyễn Văn Tiềm
- Đỗ Văn Sứ
- Bùi Văn Cửu
- Nguyễn Như Liên

Phó Đức Chính là người thứ 12 bước lên máy chém. Ông là người duy nhất đã yêu cầu được nằm ngửa để xem lưỡi dao rơi xuống như thế nào.
Sau khi hành quyết các nhà cách mạng VNQDĐ tại Yên Bái, Pháp cho chôn chung một mộ. Năm 1945, quân đội Việt Nam Quốc Dân Đảng chiếm đóng Yên Bái, cho trùng tu mộ phần và lập đền thờ kỷ niệm. Ngày nay khu lăng mộ tọa lạc trong công viên Yên Hòa thuộc tỉnh Yên Bái và được xếp hạng di tích lịch sử văn hóa.
Nhạc sĩ Phó Đức Phương (1944 - 2020) là cháu ruột của ông.
Tên của ông được đặt cho 1 con phố ở Hà Nội và nhiều tỉnh thành khác trên cả nước.